# Zabrušany
Zabrušany är en ort i Tjeckien.   Den ligger i regionen Ústí nad Labem, i den nordvästra delen av landet, 70 km nordväst om huvudstaden Prag. Zabrušany ligger 211 meter över havet och antalet invånare är 1 108.
Terrängen runt Zabrušany är kuperad åt sydväst, men åt nordost är den platt.Runt Zabrušany är det ganska tätbefolkat, med 65 invånare per kvadratkilometer. Närmaste större samhälle är Ústí nad Labem, 18,3 km öster om Zabrušany. Omgivningarna runt Zabrušany är en mosaik av jordbruksmark och naturlig växtlighet.